# Os carré
Pour les articles homonymes, voir Os et Carré (homonymie).

Crâne d'anapside
j : os jugal
p : pariétal
po : postorbitaire
q : carré
qj : quadratojugal
sq : squamosal

Crâne de diapside

L’os carré ou quadratum est un os situé tout à l'arrière du crâne présent chez les vertébrés à l'exception des mammifères. Les os carrés doivent leur nom à leur forme : ce sont de petits os quadrangulaires  s'articulant avec la mandibule. Les muscles responsables des mouvements de la mâchoire y sont attachés.
Chez les mammifères, cet os a évolué pour devenir l'os enclume, c'est même un critère pour reconnaître un mammifère. Chez les serpents, cet os s'est allongé et est devenu une baguette très mobile qui contribue à leur capacité à absorber des proies volumineuses.
Il se connecte :
- dorsalement avec l’os squamosal par l’intermédiaire de son processus otique,
- médialement avec l’os ptérygoïde, et indirectement avec l'os palatin,
- latéralement avec l’arc jugal ou arc zygomatique,
- ventralement avec la mandibule qu’ils suspendent.

Le processus orbitaire de l’os carré s’étend à l’intérieur de la cavité orbitaire. La rotation rostrale du carré provoque une pression sur les os ptérygoïdes et palatin et sur l’arc zygomatique, qui poussent alors dorsalement la partie caudo-ventrale du maxillaire, faisant pivoter la pointe du bec vers le haut. La rotation caudale du carré est responsable de l’effet inverse : il tire le palais vers l’arrière et ferme la mandibule. L’intégrité du carré est essentielle pour une mobilisation normale des mâchoires inférieure et supérieure. Ce rapport solidaire unique aux autres structures osseuses du crâne le prédispose à transmettre ou à recevoir des chocs ; de la même façon, comme tous ces os s’articulent les uns aux autres, un trauma sur l’un d’entre eux peut conduire à un trauma des autres.